# Leucania tinila
Leucania tinila är en fjärilsart som beskrevs av William Schaus 1894. Leucania tinila ingår i släktet Leucania och familjen nattflyn. Inga underarter finns listade i Catalogue of Life.